# Aptitude
Aptitude é um front-end para o Advanced Packaging Tool (APT). Ele exibe uma lista de pacotes de software e permite ao usuário escolher interativamente pacotes para instalar ou remover. Possui um sistema de busca especialmente poderoso utilizando padrões de pesquisa flexível.
aptitude é baseado na biblioteca ncurses, com a qual fornece uma interface que incorpora alguns elementos comumente vistos em interfaces gráficas (GUIs) (tais como menus pull-down).
Além da interface ncurses, o Aptitude fornece uma interface de linha de comando (CLI) extensa. Mesmo sendo um único executável, ele fornece funcionalidades semelhantes à da família de ferramentas apt (apt-get, apt-cache, apt-listchanges, etc.), permitindo-lhe agir como um substituto completo para o apt-get.  As versões mais recentes também vêm com uma interface GTK+.